# 堀直弘
堀 直弘（ほり なおひろ）は、越後村松藩の第12代（最後）の藩主（知藩事）。直寄系支流堀家12代。官位は従五位下。

## 経歴
万延2年（1861年）の誕生直後に父が死去した。慶応4年（1868年）の戊辰戦争に際し、新政府を支持する正義党の近藤安五郎一派と対立した先代藩主・直賀が奥羽越列藩同盟に参加して米沢藩に逃れたため、正義党から新藩主として擁立された。村松藩は新政府軍に降伏し、所領安堵された。
明治元年（1868年）12月7日、直賀の隠居処分により、家督を相続した。明治2年（1869年）6月20日、版籍奉還にともない、村松藩知事に任じられた。同年9月5日、従五位になった。明治4年（1871年）7月14日、廃藩置県にともない知藩事を免職となった。明治10年（1877年）2月、同族の堀直明、堀之美とともに奥田姓へ改めることを願って受理された。その後、長男の奥田直暢に家督を譲って隠居し、直暢は明治17年（1884年）に子爵を叙爵された（直暢はそののち弟の奥田直元に家督を譲って分家している）。
大正8年（1919年）死去。

## 系譜
父母
- 堀直央（実父）
- 堀直賀（養父）

正室、継室
- 沢貞子 ー 鳥居忠政の娘（正室）
- 武田光子 ー 中島新左衛門の娘（継室）

子女
- 奥田直暢
- 奥田直元
- 奥田三子
- 奥田貞麿
- 奥田秀麿

| 当主        | 当主                                            | 当主          |
| ----------- | ----------------------------------------------- | ------------- |
| 先代 堀直賀 | 村松藩堀/奥田家 12代 堀直弘/奥田直弘 1868年 - ? | 次代 奥田直暢 |